# Wrangel

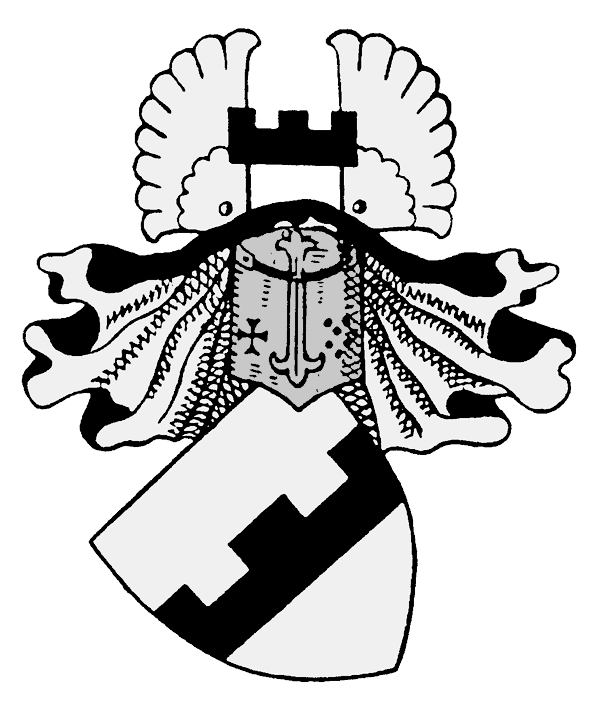
Wappen derer von Wrangel

Wrangel, auch Wrangell, ist der Name eines deutschbaltischen Adelsgeschlechts. Die Herren, Freiherren und Grafen von Wrangel zählen zu den namhaftesten Geschlechtern des baltischen Uradels. Zweige der Familie bestehen bis heute in Deutschland, Schweden und im Baltikum.

## Geschichte
Das Geschlecht erscheint erstmals im 13. Jahrhundert in dem damals dänischen Wierland, einer historischen Landschaft im Nordosten des heutigen Estland, und ist vermutlich deutsch-dänischer Herkunft. Die Wrangel sind stammesverwandt mit dem im 18. Jahrhundert ausgestorbenen Geschlecht der Herren von Engdes sowie stammes- und wappenverwandt mit den im 19. Jahrhundert ausgestorbenen Freiherren und Grafen von Löwenwolde. Als gemeinsamer Stammvater der Engdes und Wrangel wird dominus Eilardus († 1241), begütert auf Wrangalæ, dem späteren Wrangelshof (heute Varangu bei Haljala) angesehen. Von diesem Besitz führt das Geschlecht jedenfalls seinen Namen. Als ältester gesicherter Angehöriger gilt der 1277 als Vasall des Erzstifts Riga genannte dominus Henricus de Wrangele († 1279). Fast zeitgleich, 1282, trat ein dominus Johannes de Wrangelæ als königlich dänischer Vasall urkundlich in Erscheinung.
Das Geschlecht spielte stets eine bedeutende Rolle in der Geschichte seiner Heimatländer und zeichnete sich besonders auf militärischem Gebiet aus. Neben einer großen Anzahl bedeutender Staatsmänner kann es sieben Feldmarschälle, sieben Admirale und mehr als 30 Generäle vorweisen. Andererseits sind allein am 27. Juni 1709 vor Poltawa 22 Söhne des Geschlechts gefallen.

## Ausbreitung und Persönlichkeiten
Eine zusammenhängende Filiation des mittelalterlichen Geschlechts ist bislang nicht zweifelsfrei darstellbar. Bereits im 14. Jahrhundert waren fünf Stämme bekannt, von denen die drei nachstehend genannten Hauptstämme hervorzuheben sind. Am Anfang des 20. Jahrhunderts bestand das Geschlecht aus 16 Häusern. Die Nachkommen haben sich nicht nur in den Gebieten Livlands, sondern auch in den Nachbarländern und anderen europäischen Staaten verbreitet und erheblichen Besitz und Einfluss erworben. Im Laufe der Zeit kam es zu verschiedenen Standeserhöhungen. Den baltischen und russischen Häusern und dem preußischen Haus wurde der Barons- bzw. Freiherrentitel zuerkannt. Andere Glieder des Geschlechts erlangten 1653 den schwedischen Freiherrenstand sowie 1651 den schwedischen, 1709 den spanischen und 1864 den preußischen Grafenstand.

### Jeß-Itfer
Der Hauptstamm Jeß–Itfer beginnt mit Thidericus Wrangele, der im Jahre 1346 urkundlich genannt wird. Dieser Stamm verzweigte sich in zahlreiche Linien, Äste und Häuser mit vielen historisch bedeutsamen Mitgliedern und zahlreichen, vor allem schwedischen, Standeserhebungen.
Aus der Linie Ellistfer wurde die jüngere Linie mit dem schwedischen Feldmarschall und Generalgouverneur von Livland, Hermann von Wrangel (1587–1643), als Wrangel af Ellistfer im Jahre 1625 in die Knappenklasse (Nr. 11) des schwedischen Ritterhauses aufgenommen. 1634 erfolgte dann die Introduzierung in die Ritterklasse (Nr. 24). Seit 1611 war er Herr auf Skokloster (ehemaliges Kloster Sko). Sein Sohn, Feldmarschall Carl Gustaf Wrangel (1613–1676), wurde als Wrangel af Salmis (nach Salmi, heute in der Republik Karelien) in den schwedischen Grafenstand (Nr. 13) erhoben. Er ließ um 1650 das Schloss Spycker auf Rügen umbauen, ab 1652 Schloss Wrangelsburg in Vorpommern, ab 1660 das Wrangelsche Palais in Stralsund und um 1670 das heutige Schloss Skokloster in der Provinz Uppland in Schweden errichten. Seine Geschwister, darunter die schwedischen Generäle Johann Moritz Wrangel (1616–1665) und Wolmar Hermann Wrangel (1641–1675), wurden 1653 als Wrangel af Lindeberg in den schwedischen Freiherrenstand erhoben und in die Freiherrenklasse introduziert (Nr. 41).

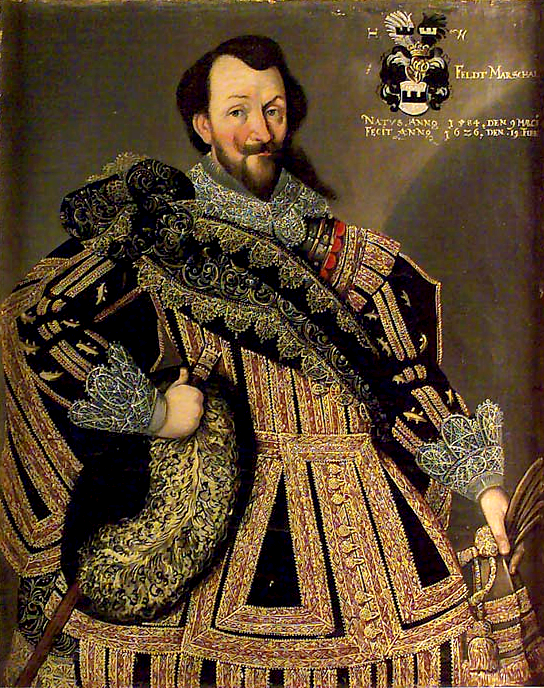
Hermann von Wrangel (1587–1643), schwedischer Feldmarschall
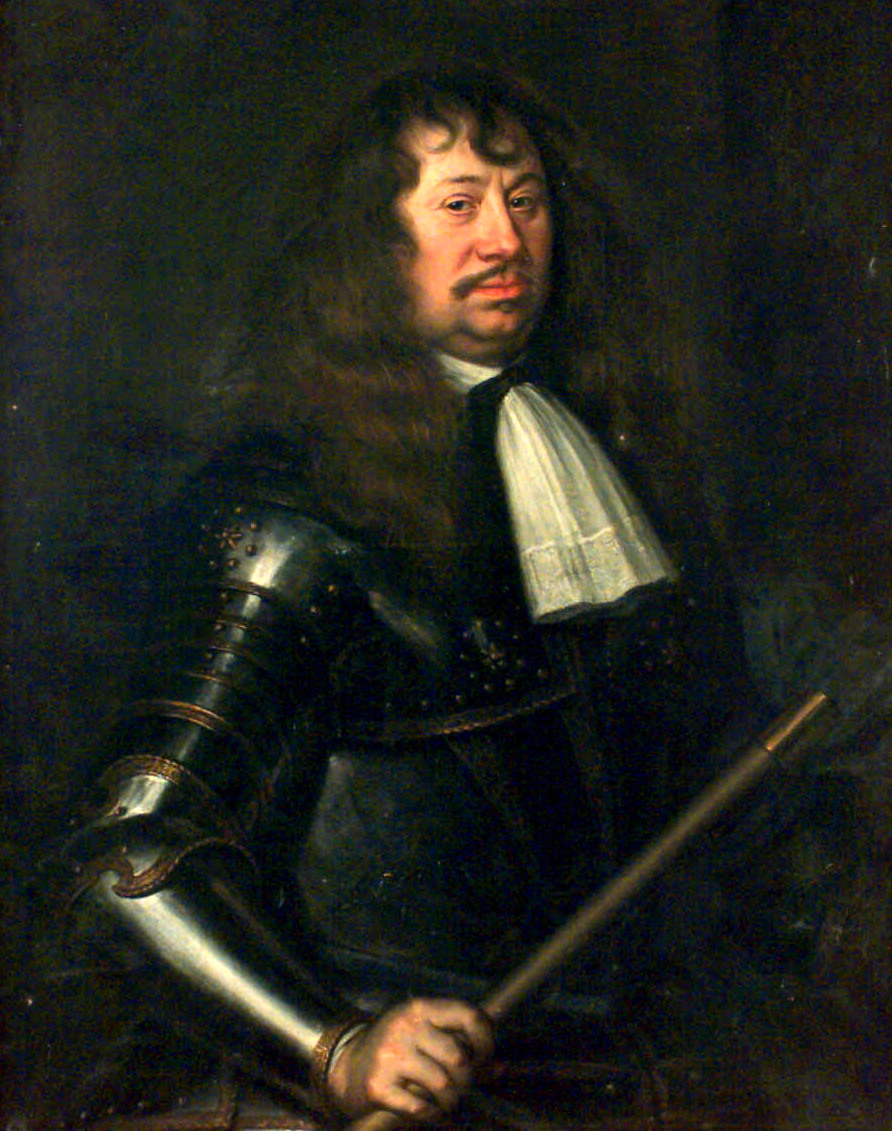
Graf Carl Gustav Wrangel (1613–1676), schwedischer Feldmarschall
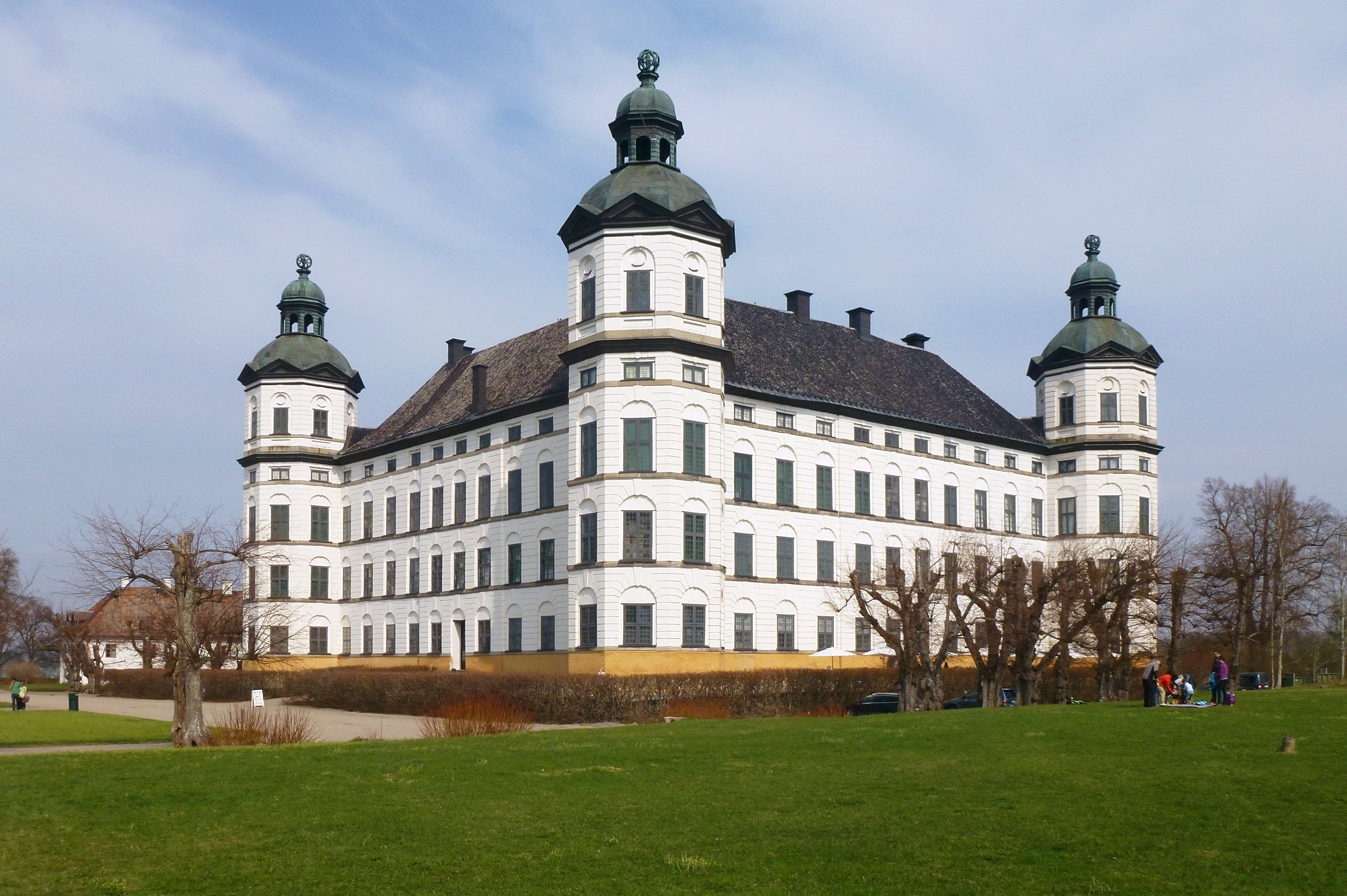
Schloss Skokloster, Schweden

Der königlich schwedische Rittmeister Hermann Wrangel († 1675),  in Livland und Estland Erbherr auf Ellistfer und Kayafer sowie Tolsburg, Nömküll und Jerwakant, wurde 1653 als Wrangel af Ludenhof in den schwedischen Freiherrenstand erhoben und in die Freiherrenklasse der schwedischen Ritterschaft introduziert (Nr. 55). Sein Enkel, der livländische Landrat, Hofgerichtsassessor und Generalökonomiedirektor Carl Johann von Wrangell (1688–1742), Erbherr auf Ellistfer, Luhde (heute Lugaži in Lettland) und Warrol (heute Vara (Estland)) wurde 1747 bei der Livländischen Ritterschaft immatrikuliert. Aus dieser Linie erhielten die Brüder Johann Gustav Wrangel († 1787), Fredrik Göran Wrangel (1724–1810), Henrik Herman Wrangel († 1788) und Carl Erik Wrangel († 1802), sämtlich königlich schwedische Offiziere, 1772 die schwedische Adelsnaturalisation und 1776 die Introduktion in die schwedische Adelklasse (Nr. 2092). Ebenfalls 1653 wurde Hans Wrangel, Erbherr auf Luhde in Livland, Allo in Estland und Kymmenegård in Finnland als Wrangel af Ludenhof in den schwedischen Freiherrenstand erhoben und in die Freiherrenklasse der schwedische Ritterschaft introduziert (Nr. 55).

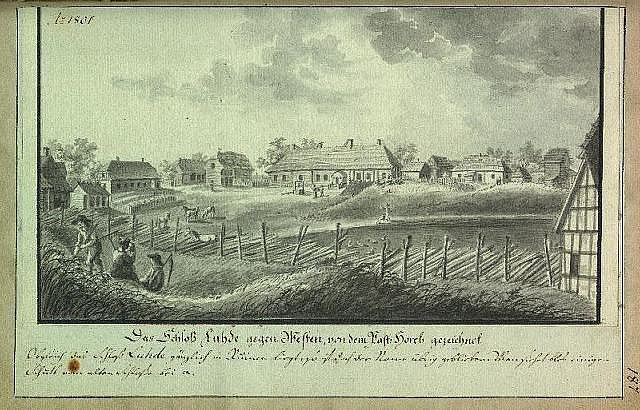
Luhde, Livland

Aus der Linie Itfer erhielt 1731 der königlich schwedische Major und nachmalige Kommandant von Kalmar Otto Wilhelm Wrangel (1688–1747) die Aufnahme in die Adelsklasse der schwedischen Ritterschaft (Nr. 1850). Sein Sohn, der königlich schwedische Oberleutnant Johann Wilhelm Wrangel af Sage och Waschel (1724–1786) wurde bei gleichzeitiger Namens- und Wappenvereinigung mit den von Brehmer als Wrangel von Brehmer 1765 in den schwedischen Freiherrenstand erhoben und 1776 in die dortige Freiherrenklasse (Nr. 268) introduziert.
Für den königlich schwedischen Kapitän Wilhelm Gustav Wrangel (1695–1774), ebenfalls aus der Linie Itfer, erfolgte 1734 die Adelsnaturalisation als Wrangel af Fall. Später im Rang eines Majors, wurde er in die Adelsklasse der schwedischen Ritterschaft (Nr. 1859) introduziert.
Der Linie Itfer gehörte auch der kaiserlich russische Stabsrittmeister und Ordnungsrichter in Walk, Baron Anton Otto von Wrangell (1779–1863) an. Er war Erbherr auf Maidel in Estland und durch Heirat auf Lude in Livland und wurde 1818 in die livländischen Adelmatrikel (Nr. 346) aufgenommen, 1855 wurde in Sankt Petersburg der Freiherrentitel anerkannt (Nr. 7867, Nr. 9643).

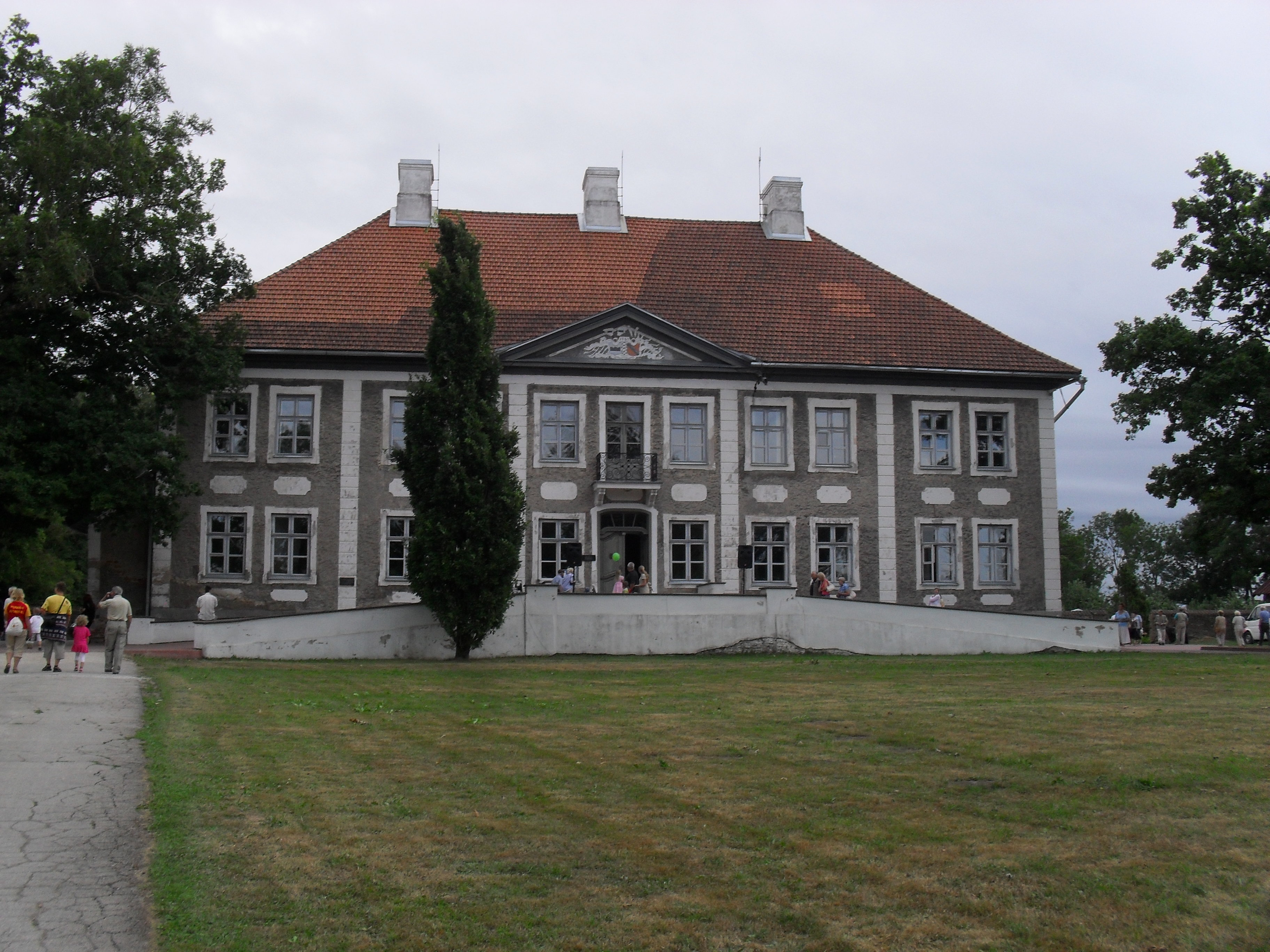
Maidel, Estland

Die Brüder Anton Johan Wrangel (1679–1763), königlich schwedischer Kapitän und Kommandant des Kriegsschiffes Wrangel, nachmaliger Vizeadmiral, Admiralitäts- und Reichsrat, und Otto Reinhold Wrangel (1681–1747), späterer königlich schwedischer Generalmajor der Infanterie, welche ebenfalls der Linie Itfer entstammten, wurden 1723 in die Adelsklasse der schwedischen Ritterschaft als Wrangel af Sauss (benannt nach Sauß, heute Sauste, Estland) introduziert (Nr. 1770). 1747 wurde Anton Johann Wrangel in den schwedischen Freiherrenstand, 1751 in den schwedischen Grafenstand erhoben. 1752 erfolgte die Aufnahme bei der Freiherrenklasse der schwedischen Ritterschaft (Nr. 219). Seine Söhne, der königlich schwedische Oberst Johann Reinhold Wrangel (1717–1794) und der königlich schwedische Admiral und Oberkommandant von Karlskrona, sowie Oberbefehlshaber der schwedischen Flotte Anton Johann Wrangel (1724–1799) wurden 1776 in die schwedische Grafenklasse introduziert (Nr. 93). Die Söhne des oben genannten Otto Reinhold Wrangel, der königlich schwedische Generalmajor Fredrik Ulrik Wrangel. (1719–1793) und der königlich schwedische Generalfeldzeugmeister Andreas Reinhold Wrangel, wurden 1771 in den schwedischen Freiherrenstand erhoben sowie 1776 in die Freiherrenklasse der schwedischen Ritterschaft introduziert (Nr. 279). Der letztgenannte, mittlerweile Reichsrat, wurde 1778 in den schwedischen Grafenstand erhoben und 1779 in der Grafenklasse der schwedischen Ritterschaft immatrikuliert (Nr. 99). Seine Nachfahren, die Geschwister Erik, königlich preußischer Leutnant im Füsilier-Regiment 80, Gabriele und Rutger Wrangel, erhielten 1911 die badische Anerkennung des Grafenstandes.

### Höbbet-Addinal
Der Hauptstamm Höbbet-Addinal nimmt seinen Anfang mit Hermannus van Wranghele, der in den Jahren 1342 bis 1382 urkundlich genannt wird.
Die Linie Abellen erhielt 1771 die herzoglich kurländische Anerkennung zur Berechtigung der Führung des Wappens der schwedischen Freiherren Wrangel af Lindberg, ohne von diesen abzustammen. Die Söhne des königlich preußischen Generalmajors Friedrich Ernst von Wrangel (1720–1805), der königlich preußische Generalleutnant und Erbherr auf Kurkenfeld in Ostpreußen Ludwig von Wrangel (1774–1851) und der preußische Generalleutnant Friedrich von Wrangel (1784–1877), wurden 1841 bei der Piltenschen Ritterschaft immatrikuliert. Für ersteren erfolgte 1853 die preußische Anerkennung des erblichen Freiherrenstandes, für letzteren 1864 die Erhebung in den erblichen Grafenstand.
Aus der Linie Addinal wurde der königlich schwedische Admiralleutnant und Landeshauptmann von Österbotten sowie Erbherr auf Addinal, Dietrich Wrangell (1637–1706), im Jahre 1680 in den Freiherrenstand als Wrangel af Adinal erhoben und in die Freiherrenklasse der schwedischen Ritterschaft (Nr. 81) introduziert. 1693 wurde er, mittlerweile königlicher Rat, als Wrangel af Adinal in den schwedischen Grafenstand erhoben und in die schwedische Grafenklasse (Nr. 37) introduziert. Sein Neffe, der königlich schwedische Oberst und nachmalige Feldmarschall Carl Heinrich Wrangel (1681–1755) wurde 1731 ebenfalls als Wrangel af Adinal in die schwedische Freiherrenklasse (Nr. 199) introduziert. 1747 erfolgte seine Immatrikulation bei der Livländischen Ritterschaft.

### Rojel–Jensel
Der Hauptstamm Rojel–Jensel nahm seinen Anfang mit dem Stiftsvogt von Dorpat Eilard von Wranghele, der in den Jahren 1374 und 1376 urkundlich genannt wird. Neben anderen gehörten Heinrich II., 1400–1410 Bischof von Dorpat, Moritz, 1558–1560 Bischof von Reval, und der 1709 in den spanischen Grafenstand erhobene Generalfeldmarschall Fabian von Wrangel († 1737) diesem Stamm an. Mit dem letztgenannten erlosch dieser Stamm.

## Wappen
Das Stammwappen zeigt auf silbernem Schild einen dreimal gezinnten schwarzen Balken (Mauer). Auf dem Helm mit schwarz-silbernen Decken der dreimal gezinnte schwarze Balken zwischen einem offenen silbernen Flug.

## Bekannte Familienmitglieder
- Alexander von Wrangel (1794–1841), russischer Generalmajor
- Alexander von Wrangell (1896–1987), deutscher NSDAP-Politiker
- Alexander Jewstafjewitsch Wrangel (1804–1880), russischer General
- Alexander Jegorowitsch Wrangel (1833–1915), russischer Diplomat, Freund Dostojewskis
- Anna Wrangel (1876–1941), Ehefrau des schwedischen Malers Jürgen Wrangel (1881–1857)
- Anna Margareta Wrangel (1622–1673), Ehefrau des schwedischen Heerführers und Staatsmanns Carl Gustav Wrangel
- Anton Johan Wrangel (Admiral, 1679) (1679–1762), schwedischer Admiral und Politiker
- Anton Johan Wrangel (Admiral, 1724) (1724–1799), schwedischer Admiral
- August Friedrich Ludwig von Wrangel (1774–1851), preußischer Generalleutnant
- Berend Johann von Wrangell (1662–1731), Ritterschaftshauptmann der estländischen Ritterschaft von 1711 bis 1713
- Berend Reinhold von Wrangell († 1710), Ritterschaftshauptmann der estländischen Ritterschaft von 1706 bis 1709
- Carl Gustaf Wrangel (1613–1676), schwedischer Feldherr und Staatsmann, Reichsmarschall, Reichsadmiral, Präsident des Kriegskollegiums
- Carl Gustaf Wrangell (1667–1707), schwedischer Generalmajor
- Gustav Otto Christian Graf Wrangel von Sausis (1839–1908), schwedischer Hippologe
- Carl Heinrich Wrangel (1681–1755), schwedischer Feldmarschall
- Dietrich Wrangell (1637–1706), schwedischer Admiralleutnant und königlicher Rat sowie Landeshauptmann von Österbotten
- Fabian von Wrangell (1614–1689), Ritterschaftshauptmann der estländischen Ritterschaft von 1663 bis 1667
- Fabian von Wrangel (1651–1737), schwedischer Feldmarschall in kaiserlichen Diensten, Gouverneur von Brüssel
- Ferdinand von Wrangel (1797–1870), deutsch-baltischer Admiral und Sibirienreisender in russischen Diensten
- Ferdinand von Wrangell (1844–1919), russischer Marineoffizier, Professor und Schriftsteller
- Fredrik Ulrik Wrangel af Sauss (1853–1929), schwedischer Graf, Maler, Hofbeamter, Historiker und Autor
- Friedrich Ernst von Wrangel (1720–1805), preußischer Generalmajor
- Friedrich von Wrangel, genannt Papa Wrangel (1784–1877), preußischer Generalfeldmarschall, Gouverneur von Berlin
- Fritz von Wrangel (1863–1945), preußischer Generalmajor, Gutsverwalter von Kunnersdorf b. Görlitz
- Georges Baron Wrangell (1866–1927), Historiker, Jurist, estländisch-ritterschaftlicher Genealoge
- Georg von Wrangel (1783–1841), russischer Jurist
- Georg Gustav von Wrangel, Freiherr von Addinal (1728–1795), schwedischer General und Gesandter
- Gustav von Wrangel, Freiherr von Wrangel-Waldburg (1807–1859), preußischer Landrat im Kreis Gerdauen
- Gustav Wrangell (1630–1688), schwedischer Admiral
- Heinrich von Wrangel, als Heinrich II. von 1400 bis 1410 Bischof von Dorpat
- Heinrich Johann von Wrangell (1736–1813), russischer Generalleutnant, Geheimrat und Gouverneur in Estland
- Helmold Wilhelm Wrangel (1599–1647), finnischer General
- Hermann von Wrangel (1587–1643), schwedischer Feldmarschall, Reichsrat, Generalgouverneur von Livland
- Karl von Wrangel (1812–1899), preußischer General der Infanterie
- Karl von Wrangell (1800–1872), russischer General der Infanterie
- Margarete von Wrangell (1877–1932), Wissenschaftlerin, erste deutsche ordentliche Professorin
- Moritz von Wrangel Mauritius, Bischof von Reval von 1558 bis 1560
- Nikolai von Wrangell (1810–1857), russischer Generalleutnant
- Olaf Baron von Wrangel (1928–2009), Journalist, bis 1982 CDU-Bundestagsabgeordneter, von 1969 bis 1973 Parlamentarischer Geschäftsführer der CDU/CSU-Bundestagsfraktion
- Otto Fabian von Wrangell (1655–1726), estländischer Ritterschaftshauptmann, Landrat und Historiker
- Pjotr Nikolajewitsch Wrangel (1878–1928), General der Weißen im russischen Bürgerkrieg
- Wilhelm von Wrangel (1797–1872), russischer Admiral
- Wilhelm von Wrangell (1831–1894), Ritterschaftshauptmann der estländischen Ritterschaft von 1881 bis 1884
- Wilhelm von Wrangell (1894–1976), estländischer Staatsrat, Präsident der deutschen Kulturverwaltung in Estland
- Wolf von Wrangel (1897–1987), deutscher Verwaltungsjurist
- Wolmar von Wrangel (1634–1685), kurbrandenburgischer Oberst und Regimentskommandeur
- Wolmar Wrangel (1641–1675), schwedischer Heerführer

Nach Ferdinand von Wrangel sind benannt:
- Mount Wrangell, ein Vulkan in den Wrangell Mountains in Alaska
- Wrangelinsel, eine Insel im russischen Polarmeer
- Wrangell (Alaska), eine Stadt in Alaska
- Wrangell Island, eine Insel in Alaska
- Wrangell Mountains, ein Gebirgszug in Alaska
- Wrangell Narrows, eine Meerenge in Alaska
- Wrangell-Petersburg Census Area, ein geografisches Gebiet in Alaska
- Wrangell-St.-Elias-Nationalpark, ein Nationalpark in Alaska.

Nach Friedrich von Wrangel ist benannt:
- Der Wrangelkiez mit Wrangelstraße, ein Wohnquartier in Berlin
- Im Hamburger Generalsviertel die Wrangelstraße

Nach Carl Gustav Wrangel (1613–1676) ist benannt:
- Wrangelsburg, ein Dorf und Gut in Mecklenburg-Vorpommern